# 聯想K900
聯想 IdeaPhone K900 是一隻高端大屏幕智慧型手機。並在2013年拉斯維加斯CES展上發表。

## 設計與規格

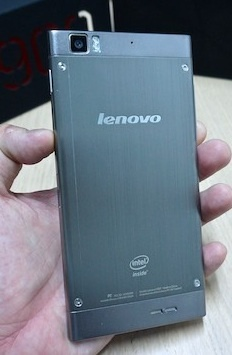
K900的背照

1080p 5.5吋使用IPS技術的螢幕，超過4百多個ppi。

主鏡頭是1300萬畫素，f1.8大光圈，該鏡頭允許在低光源的情況下拍攝清晰相片

## 更新
聯想最近提供了軟體更新把安卓系統升級到4.3，並把蓮花介面改為Vibe UI。